# الجبهة الإسلامية الوطنية في أفغانستان
الجبهة الإسلامية القومية في أفغانستان هو حزب سياسي في أفغانستان. وقد قاده منذ تأسيسه أعضاء من عائلة صوفية بارزة، وهي عائلة جيلاني. هو في المقام الأول حزبًا بشتونيًا، وأتباع رجل الدين الصوفي بير سيد أحمد جيلاني.
تم تشكيل الحزب في عام 1979 في بيشاور، باكستان، حيث هرب جيلاني بعد صعود الحزب الشيوعي PDPA إلى السلطة في أفغانستان. كان الحزب معتدلاً وملكيًا إلى حد كبير، وله علاقات بالعائلة المالكة السابقة.
كان هذا الحزب عضوا في مجموعة بيشاور السبعة، واستخدمته المخابرات الباكستانية لتوزيع أسلحة ممولة من وكالة المخابرات المركزية على المجاهدين الذين يقاتلون الاحتلال السوفيتي. كان الحزب أكثر ليبرالية وعلمانية من بين جميع أحزاب بيشاور، وأيد عودة الملك ظاهر شاه من المنفى. ومثل مصالح البشتون قبل الحرب، ورفض الشيوعية والإسلاموية لصالح القومية والديمقراطية. وشدد الخط الحزبي على حرية الأفراد والصحافة والمنظمات، بينما دعا إلى فصل سلطات الحكومة.
كان للحزب أتباع محليين في بكتيا وننكرهار، ويرجع ذلك جزئيًا إلى الروابط القبلية العائلية للجيلاني.
ظل الحزب الأكثر شعبية بين اللاجئين الأفغان الذين يعيشون في باكستان. كشف استطلاع للرأي أجري عام 1987 أن 456 لاجئاً من أصل 2000 شخص يدعمون الحزب. 